# Filiolus tarbagataicus
Filiolus tarbagataicus är en tvåvingeart som beskrevs av Pavel Lehr 1995. Filiolus tarbagataicus ingår i släktet Filiolus och familjen rovflugor.
Artens utbredningsområde är Kazakstan. Inga underarter finns listade i Catalogue of Life.